# تسانغيانغ غياتسو
تسانغيانغ غياتسو (1683م – 1706م) الدالاي لاما السادس والذي ينحدر من شعب المونبا إحدى مجموعات التبت العرقية. ولد في جنوب التبت في منطقة مون تاوانغ الواقعة اليوم ضمن ولاية أروناشال براديش الهندية. والده هو لاما تاشي تنزين ووالدته هي تسيوانغ لهامو وهما من أسرة من الفلاحين.
كان تسانغيانغ غياتسو إنساناً ماجناً وشاعراً كتب العديد من النصوص الرومانسية، أكسبه ذلك سمعة سيئة دفعت الكثيرين للاعتقاد بأنه لم يكن يستحق المنصب الذي تقلده. فعلى الرغم من كونه راهباً بحسب طبيعة منصبه كدالاي لاما، إلا أنه كان يرفض دائماً أن يعيش كراهب، فكان يرتدي ثياب عادية كعامة الناس وكان يفضل السير على قدميه بدلاً من امتطاء الخيول أو ركوب العربة المحمولة من قبل رجلين، وكان يقوم أيضاً بالتردد على المتنزهات قاضياً الليل في شوارع لاهاسا يشرب الخمر ويغني ويعاشر النساء.
تروى إسطورة عنه تقول بأنه كان يزرو «البيت الأصفر» وهو من الأبنية المشهورة في لاهاسا، وفي إحدى المرات وبينما كان يطل برأسه من النافذة أجتمعت نظراته بنظرات حسناء تدعى ماغيا نغاما كانت تسير في شارع باركور، فوقعا في حب بعضهما البعض من النظرة الأولى ونظم بها الدالاي لاما السادس قصيدة بالتبتية يقول فيها:
عندما يسطع نور القمر
من الأعالي فوق الجبال
في الشرق
الوجه الباسم لماغيا نغاما
يشرق في عقلي
تم عزل تسانغيانغ غياتسو عن مركز الدالاي لاما من قبل المغول ومات أثناء خفره إلى الصين من قبل مجموعة من العسكر.
يقال بأن موت الدالاي لاما السادس كان في فصل الصيف، وأن جثمانه لم يفسد وقد وضعه أتباعه في برجه الروحي كإشارة لتقديسه وتبجيله حيث يعتقد بأنه لم يتلف طيلة 200 سنة.

## مواضيع ذات صلة
- البوذية
- الدالاي لاما

## وصلات خارجية
- تسانغيانغ غياتسو على موقع الموسوعة البريطانية (الإنجليزية)

- الموسوعة البريطانية
- اكتشاف آثار نفيسة في معبد قديم - صحيفة الشعب الصينية
- الرومانسية حول مطعم في لاسا - شبكة الصين
- Erotic verse sheds light on 'playboy Lama' - BBC News article
- Tsangyang Gyatso: The Rebel Dalai Lama, by Mr. K. Dhondup

| سبقه لوزانغ غياتسو | الدالاي لاما بين عامي 1683 - 1706 | تبعه كيلزانغ غياتسو |